# Final de la Copa Mundial de Rugby de 2019
La Final de la Copa Mundial de Rugby de 2019 fue un partido de rugby que se jugó el 2 de noviembre de 2019 en el Estadio Internacional de Yokohama, Japón. La jugaron Inglaterra y Sudáfrica, una reedición de la Final de la Copa Mundial de Rugby de 2007.
El partido vio a los Springboks ganar su tercer título de Copa del Mundo con una victoria 32–12, con tries de Makazole Mapimpi y Cheslin Kolbe, sumado a seis penales y dos conversiones de Handré Pollard. El jugador oficial del partido fue el octavo sudafricano, Duane Vermeulen.
El partido en el Reino Unido fue la transmisión de televisión más vista del 2019, con una audiencia cumbre de 12.8 millones de televidentes ITV.

## Camino a la final
| Inglaterra     | Inglaterra | Ronda            | Sudáfrica     | Sudáfrica |
| -------------- | ---------- | ---------------- | ------------- | --------- |
| Grupo C        | Grupo C    | Fase de grupos   | Grupo B       | Grupo B   |
| Adversario     | Resultado  | Fase de grupos   | Adversario    | Resultado |
| Tonga          | 35–3       | Partido 1        | Nueva Zelanda | 13–23     |
| Estados Unidos | 45–7       | Partido 2        | Namibia       | 57–3      |
| Argentina      | 39–10      | Partido 3        | Italia        | 49–3      |
| Francia        | 0–0        | Partido 4        | Canadá        | 66–7      |
| Adversario     | Resultado  | Fase final       | Adversario    | Resultado |
| Australia      | 40–16      | Cuartos de final | Japón         | 26–3      |
| Nueva Zelanda  | 19–7       | Semifinales      | Gales         | 19–16     |

El último partido de grupo de Inglaterra con Francia se suspendió por razones de seguridad, debido al impacto causado por el Tifón Hagibis; según reglas de torneo, el resultado fue declarado un empate 0–0.

### Inglaterra
Inglaterra llegó a la final después de ganar su Grupo C con puntos bonus en las victorias contra Tonga, los Estados Unidos y Argentina. El partido final contra Francia fue cancelado debido al Tifón Hagibis y sumó como empate. En los cuartos de final, Inglaterra jugó frente a Australia en el Oita Estadio, Ōita. La Rosa ganó 40–16 gracias a dos tries de Jonny May, uno de Kyle Sinckler y otro de Anthony Watson, todos convertidos por Owen Farrell, quién también añadió cuatro penales. En la semifinal en el Yokohama Estadio, Inglaterra jugó contra los campeones reinantes: los All Blacks. Inglaterra venció 19–7 a Nueva Zelanda, siendo el primer triunfo en el torneo, con un try de Manu Tuilagi convertido por Farrell y cuatro penales de George Ford. Esto llevó a Inglaterra a su cuarta final, habiendo sido campeones mundiales en 2003. Habían llegado también a la final en 1991, cuándo perdieron contra Australia, y en 2007, perdieron frente a Sudáfrica. Con anterioridad a la Final, Inglaterra convocó de emergencia al medio scrum de Saracens, Ben Spencer, como reemplazo de Willi Heinz quién se rompió un ligamento en la semifinal contra Nueva Zelanda. Eddie Jones no realizó cambios en el equipo para la final.

### Sudáfrica
La campaña de Sudáfrica empezó con una pérdida contra los All Blacks en su partido de apertura, pero le siguieron triunfos con puntos bonus sobre Namibia, Canadá e Italia para clasificar segundos del Grupo B. En los cuartos de final,  jugaron ante el local Japón, ganando 26–3 a través de dos tries de Makazole Mapimpi y uno de Faf de Klerk, con una conversión y tres penales de Handré Pollard. En la semifinal jugaron frente a Gales y ganaron agónicamente 19–16 con un try de Damian de Allende y cuatro penales de Pollard, incluyendo el penal ganador en el minuto 76. Así, Sudáfrica llegó a su tercera final luego de las victorias contra Nueva Zelanda, en casa en 1995, e Inglaterra en Francia 2007. Rassie Erasmus hizo un solo cambio para la final, con el regreso del titular Cheslin Kolbe reemplazando a S'busiso Nkosi.

## Partido
| 2 de noviembre de 2019, 18:00 | Inglaterra                               | 12 – 32 | Sudáfrica | International Stadium Yokohama, Yokohama                                                                  | |
|                               | Penales (4/5) Farrell 23', 35', 52', 60' | Reporte | Tries: 74' Mapimpi 66' Kolbe Conversiones 67', 75' Pollard (2/2) Penales 10', 26', 39', 43', 46', 58' Pollard (6/8) | Árbitro(s): Jérôme Garcès Jueces de touch: Romain Poite Ben O'Keeffe Television Match Official: Ben Skeen | Árbitro(s): Jérôme Garcès Jueces de touch: Romain Poite Ben O'Keeffe Television Match Official: Ben Skeen |

| FB             | 15 | Elliot Daly       |  |         |
| WD             | 14 | Anthony Watson    |  |         |
| SC             | 13 | Manu Tuilagi      |  |         |
| PC             | 12 | Owen Farrell      |  |         |
| WI             | 11 | Jonny May         |  | 69' 69' |
| AP             | 10 | George Ford       |  | 49' 49' |
| MS             | 9  | Ben Youngs        |  | 75' 75' |
| N8             | 8  | Billy Vunipola    |  |         |
| AD             | 7  | Sam Underhill     |  | 59' 59' |
| AI             | 6  | Tom Curry         |  |         |
| SL             | 5  | Courtney Lawes    |  | 40' 40' |
| SL             | 4  | Maro Itoje        |  |         |
| PD             | 3  | Kyle Sinckler     |  | 2' 2'   |
| HK             | 2  | Jamie George      |  | 59' 59' |
| PI             | 1  | Mako Vunipola     |  | 45' 45' |
| Sustituciones: |    |                   |  |         |
| HK             | 16 | Luke Cowan-Dickie |  | 59' 59' |
| PI             | 17 | Joe Marler        |  | 45' 45' |
| PD             | 18 | Dan Cole          |  | 2' 2'   |
| SL             | 19 | George Kruis      |  | 40' 40' |
| AL             | 20 | Mark Wilson       |  | 59' 59' |
| MS             | 21 | Ben Spencer       |  | 75' 75' |
| CE             | 22 | Henry Slade       |  | 49' 49' |
| FB             | 23 | Jonathan Joseph   |  | 69' 69' |
| Entrenador:    |    |                   |  |         |
| Eddie Jones    |    |                   |  |         |

| FB             | 15 | Willie le Roux       |  | 67' 67' |
| WD             | 14 | Cheslin Kolbe        |  |         |
| SC             | 13 | Lukhanyo Am          |  |         |
| PC             | 12 | Damian de Allende    |  |         |
| WI             | 11 | Makazole Mapimpi     |  |         |
| AP             | 10 | Handré Pollard       |  |         |
| MS             | 9  | Faf de Klerk         |  | 76' 76' |
| N8             | 8  | Duane Vermeulen      |  |         |
| AD             | 7  | Pieter-Steph du Toit |  |         |
| AI             | 6  | Siya Kolisi          |  | 63' 63' |
| SL             | 5  | Lood de Jager        |  | 21' 21' |
| SL             | 4  | Eben Etzebeth        |  | 59' 59' |
| PD             | 3  | Frans Malherbe       |  | 43' 43' |
| HK             | 2  | Bongi Mbonambi       |  | 21' 21' |
| PI             | 1  | Tendai Mtawarira     |  | 43' 43' |
| Sustituciones: |    |                      |  |         |
| HK             | 16 | Malcolm Marx         |  | 21' 21' |
| PI             | 17 | Steven Kitshoff      |  | 43' 43' |
| PD             | 18 | Vincent Koch         |  | 43' 43' |
| SL             | 19 | RG Snyman            |  | 59' 59' |
| SL             | 20 | Franco Mostert       |  | 21' 21' |
| AL             | 21 | Francois Louw        |  | 63' 63' |
| MS             | 22 | Herschel Jantjies    |  | 76' 76' |
| CE             | 23 | François Steyn       |  | 67' 67' |
| Entrenador:    |    |                      |  |         |
| Rassie Erasmus |    |                      |  |         |

| Bandera de Sudáfrica |
| Campeón Sudáfrica    |
| Tercer título        |

## Datos
- Siya Kolisi, capitán sudafricano, jugó su test número 50.
- François Steyn se convirtió en el segundo Springbok ganador de dos Copas Mundiales. El primero es Os du Randt que la ganó en 1995 y en 2007.[17][18]
- Jérôme Garcès es el primer árbitro francés en dirigir una Final de Mundial.[19]
- Sudáfrica es el primer seleccionado del Hemisferio Sur que gana el El Campeonato de Rugby (anteriormente el Tres Naciones) y la Copa del Mundo en el mismo año.[20]
- Sudáfrica es el primer equipo que gana el torneo habiendo perdido un partido durante la fase de grupos.[21]
- Es la primera final donde Sudáfrica marcó tries y en la que anotó más puntos, más que sumando sus anteriores dos finales. Es también para Inglaterra, la final en la que más puntos marcó cuando acabó en el lado perdedor.[22]
- Inglaterra y Sudáfrica se convirtieron en el tercer par de naciones que se enfrentan entre sí en dos ocasiones separadas en una final de Copa Mundial (anteriormente sucedió en la final de 2007), después de Inglaterra y Australia (1991 y 2003) y Francia y Nueva Zelanda (1987 y 2011).
- Sudáfrica es la única nación que nunca ha perdido una final.
- Inglaterra se unió a Francia como la nación que más finales perdidas tiene, con tres.[23]
- Esta victoria significó para Sudáfrica subir hasta arriba del World Rugby Ranking por primera vez desde el 2009, también significó para Inglaterra caer al tercero. Sudáfrica fue el quinto equipo en encabezar el ranking en 2019, con Nueva Zelanda, Irlanda, Gales e Inglaterra alcanzando el número 1 entre junio y noviembre.